# Fuori dal tunnel (film)
(Tagline del film)
Fuori dal tunnel (Clean and Sober) è un film del 1988 diretto da Glenn Gordon Caron, con Michael Keaton come agente immobiliare e i suoi problemi con l'abuso di sostanze. Questo film fu una deviazione dalle commedie per cui Keaton era conosciuto in precedenza. Nel cast troviamo anche Kathy Baker, M. Emmet Walsh, Morgan Freeman e Tate Donovan.
Ron Howard, che aveva già diretto Keaton in Night Shift - Turno di notte (1982) e Gung Ho - Arrivano i giapponesi (1986), qui è un co-produttore.
In Italia è uscito al cinema giovedì 24 maggio 1990 distribuito dalla Warner Bros. Italia.

## Trama
Daryl Poynter è un venditore immobiliare di Filadelfia pieno di successo, arrogante e auto-distruttivo che è drogato di cocaina. Egli si appropria indebitamente di $92.000 della sua compagnia da un acconto di garanzia per drogarsi, e poi perde tutto nelle azioni di mercato.
Svegliandosi una mattina accanto ad una ragazza morta di infarto per troppa cocaina, lui comincia a capire che la sua vita è fuori controllo. In un tentativo di evadere la polizia e i suoi debiti con la compagnia, entra in un programma di riabilitazione per drogati.
Lì incontra Craig, un consigliere per la riabilitazione burbero ma efficace. Con grandi difficoltà, Craig aiuta Daryl a capire di essere un drogato e che la sua vita è un completo caos. Gli dice: "Il modo migliore per rompere le vecchie abitudini è di farne delle nuove".
Daryl è messo in coppia con Richard Dirks, un ex bevitore più grande, che gli fa da guida nella riabilitazione. Richard poi incoraggia Daryl a confessare al lavoro cosa ha fatto con i soldi della compagnia. Viene immediatamente licenziato.
Daryl viene attratto da un'altra paziente in via riabilitativa, una donna di nome Charlie Standers. Lei lavora in una fonderia per l'acciaio ed fa abuso di alcohol e cocaina. Lei subisce violenze dal fidanzato Lenny, drogato e disoccupato, che la picchia regolarmente e poi la implora di perdonarlo.
Daryl si innamora di Charlie e le chiede insistentemente di lasciare Lenny. Infine ci riesce, solo per vedere i modi manipolativi di Lenny per riavere Charlie. Daryl cerca di rimanere nella vita della donna per aiutarla a stare senza droghe. Dopo un'altra lotta con Lenny, lei lascia la casa, cerca di drogarsi e rimane uccisa in un incidente stradale.
Disperato, Daryl sente anche una gran voglia di drogarsi di nuovo. Fa visita a Richard, che lo convince a non ritornare alla droga. La storia ha un finale amaro e dolce allo stesso tempo, con Daryl, confuso e depresso, che accetta il suo gettone per essere stato 30 giorni sobrio. Più solo che mai, sembra avere accettato la strada che lo porta ad essere "pulito e sobrio" (da cui il titolo originale del film)

## Premi
Michael Keaton ha vinto il National Society of Film Critics Award come miglior attore nel 1988 per le sue performance in questo film e in Beetlejuice - Spiritello porcello.